# Samsung Exynos
Exynos ist der Name für eine System-on-a-Chip-Familie, deren Mikroprozessorkomponente auf der ARM-Architektur basiert. Sie wurde von Samsung für den Einsatz in Smartphones und ähnlichen mobilen Computern entwickelt.

## Geschichte
Im Jahr 2010 startete Samsung die Exynos-Serie mit dem Hummingbird S5PC110 (jetzt Exynos 3 Single), der in seinem Samsung Galaxy S verbaut wurde.
Anfang 2011 folgte der Samsung Exynos 4210, der als SoC im Samsung Galaxy S II verbaut wurde. Der Treiber-Code für den Exynos 4210 wurde der Linux-Entwicklung zur Verfügung gestellt und mit Version 3.2 im November 2011 in den Linux-Kernel integriert.
Am 29. September 2011 führte Samsung den Exynos 4212 als Nachfolger des 4210 ein. Er verfügt über eine höhere Taktfrequenz und wurde mit „50 Prozent mehr 3D-Grafikleistung gegenüber der vorherigen Prozessorgeneration“ beworben.
Am 30. Dezember 2011 veröffentlichte Samsung Informationen über sein bevorstehendes SoC-Modell mit einer Arm-Cortex-A15-CPU zunächst unter dem Namen Exynos 5250. Dieser SoC verfügt über eine Speicherschnittstelle, die 12,8 GB/s Speicherbandbreite, Unterstützung für USB 3.0 und SATA 3 bietet.
Am 26. April 2012 brachte Samsung den Exynos 4 Quad für das Samsung Galaxy S III und das Samsung Galaxy Note II heraus. Der Exynos 4 Quad-SoC benötigt 20 % weniger Energie als der SoC im Samsung Galaxy SII. 2012 änderte Samsung auch den Namen mehrerer SoCs: Exynos 3110 zu Exynos 3 Single, Exynos 4210 zu Exynos 4 Dual 45 nm, Exynos 4212 zu Exynos 4 Dual 32 nm und Exynos 5250 zu Exynos 5 Dual und Exynos 4 Dual 32 nm.
Der im Jahr 2017 eingeführte Exynos Prozessor ist der Mehrkernprozessor (8-Kern) Exynos 8895. Dieser wird im 10nm-Verfahren produziert. Er taktet mit maximal 2,3 GHz. Der neue Prozessor ist leistungsfähiger und gleichzeitig stromsparender als der Vorgänger. Der Exynos 8895 ist im Samsung Galaxy S8 und S8+ sowie im Samsung Galaxy Note 8 verbaut.
Nach Gerüchten wollte Samsung Anfang November 2019 die Produktion der Exynos-Chips stoppen, da sie gegenüber den im US-Markt verwendeten Qualcomm Snapdragon Chips deutlich schlechter abschnitten. Im Juni 2021 warb Samsung mehrere Chipentwickler bei AMD und Apple ab, um ein neues Architektur-Team („task force“) zu erstellen.
Im Januar 2022 stellte Samsung den Exynos 2200 vor und setzte 2022 erstmals auf den erneuerten CPU-Befehlssatz ARMv9-A mit einem Verbund aus drei unterschiedlichen Kerntypen: ein besonders schneller Cortex-X2, drei Cortex-A710 als zusätzliche Performance-Kerne und vier effiziente Cortex-A510. Auf die gleiche Konfiguration setzt Qualcomm beim Snapdragon 8 Gen 1 und MediaTek beim Dimensity 9000. Mit dem Qualcomm-Modell teilt sich Samsung auch die hauseigene Fertigungstechnik mit 4-Nanometer-Strukturen. MediaTek setzt hingegen auf TSMCs 4-nm-Prozess. Größte Neuerung beim Exynos 2200 ist die ungewöhnliche Grafikeinheit, deren RDNA-2-Architektur Samsung von AMD lizenziert hat. Bisher kam diese ausschließlich bei den Grafikkarten der AMD-Radeon-RX-6000-Serie und den SoCs der Playstation 5 sowie Xbox Series X und S zum Einsatz.
Für die Jahre 2023 bis 2024 wird es zunächst keine weiteren Exynos-Versionen geben; die neue Task-Force „Dream Platform One Team“ wird mit zunächst 1.000 Mitarbeitern bis zum Jahr 2025 High-End-Chips entwickeln, welche die Leistung der Qualcomm- und Apple-SoCs erreichen sollen.

## Modellliste
Die Exynos-SoCs werden bis zum Exynos 7 aus fertigen Modulen (sogenannte IP-Cores) von ARM – aus Cortex-A-Kernen sowie Mali-GPU-Bausteinen – aufgebaut und dann bei Samsung gefertigt. Ab Exynos 8 kommen im High-End Bereich CPU-Kerne zum Einsatz, die von Samsung selbst entworfen wurden. Die SoCs werden vor allem in eigenen Produkten eingesetzt, vereinzelt aber auch an andere Marken (z. B. Meizu oder Motorola) verkauft.
| Name                                          | Herstellungs-prozess | Multi-Kern-Konfiguration | CPU (Primär)                  | CPU (Sekundär)                                                                       | GPU                     | LTE-Modem                                            | Arbeitsspeicher | Jahr    | Verbaut in                                                              |
| --------------------------------------------- | -------------------- | ------------------------ | ----------------------------- | ------------------------------------------------------------------------------------ | ----------------------- | ---------------------------------------------------- | --------------- | ------- | ----------------------------------------------------------------------- |
| Exynos 2400                                   | 4nm EUV              | Deca-Core (1+2+3)+4      | Cortex®-X4 3.21GHz Single     | Cortex®-A720 2.90GHz Dual + Cortex®-A720 2.60GHz Tripple + Cortex®-A520 2.00Ghz Quad | Xclipse 940             | LTE Cat.24 8CA 3000Mbps (DL) Cat.22 4CA 422Mbps (UL) | LPDDR5X         | Q1 2024 | Galaxy S24 / S24+                                                       |
| Exynos 2200                                   | 4nm EUV              | Octa-Core (1+3)+4        | Cortex®-X2 2.80GHz Single     | Cortex®-A710 2.50GHz Triple + Cortex®-A510 1.80GHz Quad                              | Xclipse 920             | LTE Cat.24 8CA 3000Mbps (DL) Cat.22 4CA 422Mbps (UL) | LPDDR5          | Q1 2022 | Galaxy S22 / S22+ / S22 Ultra / S23 FE                                  |
| Exynos 2100                                   | 5nm EUV              | Octa-Core (1+3)+4        | Cortex®-X1 2.90GHz Single     | Cortex®-A78 2.80GHz Triple + Cortex®-A55 2.20GHz Quad                                | Mali™-G78 MP14          | LTE Cat.24 8CA 3000Mbps (DL) Cat.18 4CA 422Mbps (UL) | LPDDR5          | Q1 2021 | Galaxy S21 / S21+ / S21 Ultra                                           |
| Exynos 1380                                   | 5nm EUV              | Octa Big-Little 4+4      | Cortex®-A78 2.4GHz Quad       | Cortex®-A55 2.0GHz Quad                                                              | Mali™-G68 MP5 950 MHz   | LTE Cat.18 6CA 1.2Gbps (DL) Cat.18 2CA 211Mbps (UL)  | LPDDR4x, LPDDR5 | Q1 2023 | Galaxy A54 / M54 / Tab S9 FE / Tab S9 FE+ / A35 5G                      |
| Exynos 1330                                   | 5nm EUV              | Octa Big-Little 2+6      | Cortex®-A78 2.4GHz Dual       | Cortex®-A55 2.0GHz Hexa                                                              | Mali™-G68 MP2           | LTE Cat.18 6CA 1.2Gbps (DL) Cat.18 2CA 200Mbps (UL)  | LPDDR4x, LPDDR5 | Q1 2023 | Galaxy A14 5G / F14 / M14                                               |
| Exynos 1280                                   | 5nm EUV              | Octa Big-Little 2+6      | Cortex®-A78 2.4GHz Dual       | Cortex®-A55 2.0GHz Hexa                                                              | Mali™-G68 MP4           | LTE Cat.18 6CA 1.2Gbps (DL) Cat.18 2CA 200Mbps (UL)  | LPDDR4x         | Q1 2022 | Galaxy A33 5G / A53 5G / M33 / A25 5G                                   |
| Exynos 10 (1080)                              | 5nm EUV              | Octa-Core (1+3)+4        | Cortex®-A78 2.80GHz Single    | Cortex®-A78 2.60GHz Triple + Cortex®-A55 2.00GHz Quad                                | Mali™-G78 MP10          | LTE Cat.18 6CA 1200Mbps (DL) Cat.18 2CA 200Mbps (UL) | LPDDR4x, LPDDR5 | Q4 2020 | Vivo X60 / X60 Pro                                                      |
| Exynos 9 (990)                                | 7nm EUV              | Octa-Core (2+2)+4        | Custom CPU (M5) 2,73 GHz Dual | Cortex®-A76 2.50GHz Dual + Cortex®-A55 2.00GHz Quad                                  | Mali™-G77 MP11 800 MHz  | LTE Cat.24 8CA 3000Mbps (DL) Cat.22 2CA 422Mbps (UL) | LPDDR5 2750MHz  | Q1 2020 | Galaxy S20 / S20+ / S20 Ultra / Note 20 / Note 20 Ultra                 |
| Exynos 9 (980)                                | 8nm FinFET           | Octa Big-Little 2+6      | Cortex®-A77 2.2GHz Dual       | Cortex®-A55 1.8GHz Hexa                                                              | Mali™-G76 MP5           | LTE Cat.16 8CA 1Gbps (DL) Cat.18 2CA 200Mbps (UL)    | LPDDR4x         | Q4 2019 | Galaxy A71 5G / A51 5G, Vivo X30 Pro / X30 / S6 5G                      |
| Exynos 9 (9825)                               | 7nm EUV              | Octa-Core (2+2)+4        | Custom CPU (M4) 2,73 GHz Dual | Cortex®-A75 2.40GHz Dual + Cortex®-A55 1.95GHz Quad                                  | Mali™-G76 MP12          | LTE Cat.20 8CA 2Gbps (DL) Cat.20 3CA 316Mbps (UL)    | LPDDR4x 1866MHz | Q3 2019 | Galaxy Note 10/Note 10+                                                 |
| Exynos 9 (9820)                               | 8nm FinFET           | Octa DynamIQ (2+2)+4     | Custom CPU (M4) 2.73GHz Dual  | Cortex®-A75 2.31GHz Dual + Cortex®-A55 1.95GHz Quad                                  | Mali™-G76 MP12 702 MHz  | LTE Cat.20 8CA 2Gbps (DL) Cat.20 3CA 316Mbps (UL)    | LPDDR4x 1866MHz | Q1 2019 | Galaxy S10 /S10+ /S10e                                                  |
| Exynos 9 (9810)                               | 10nm FinFET          | Octa Big-Little 4+4      | Custom CPU (M3) 2.9GHz Quad   | Cortex®-A55 1.9GHz Quad                                                              | Mali™-G72 MP18 572 MHz  | LTE Cat.18 6CA 1.2Gbps (DL) Cat.18 2CA 200Mbps (UL)  | LPDDR4x 1866MHz | Q1 2018 | Galaxy Note9 / S9 / S9+ / Tab Active3 / XCover FieldPro                 |
| Exynos 9 (9611)                               | 10nm FinFET          | Octa Big-Little 4+4      | Cortex®-A73 2,3 GHz Quad      | Cortex®-A53 1.7GHz Quad                                                              | Mali™-G72 MP3           | LTE Cat.12 3CA 600Mbps (DL) Cat.13 2CA 150Mbps (UL)  | LPDDR4x 1600MHz | Q3 2019 | Galaxy A50s / A51 / M21 / M30s / M31 / F41 / Tab S6 Lite / Xcover Pro   |
| Exynos 9 (9610)                               | 10nm FinFET          | Octa Big-Little 4+4      | Cortex®-A73 2,3 GHz Quad      | Cortex®-A53 1.7GHz Quad                                                              | Mali™-G72 MP3           | LTE Cat.12 3CA 600Mbps (DL) Cat.13 2CA 150Mbps (UL)  | LPDDR4x 1600MHz | Q4 2018 | Galaxy A50                                                              |
| Exynos 9 (9609)                               | 10nm FinFET          | Octa Big-Little 4+4      | Cortex®-A73 2,2 GHz Quad      | Cortex®-A53 1.6GHz Quad                                                              | Mali™-G72 MP3           | LTE Cat.12 3CA 600Mbps (DL) Cat.13 2CA 150Mbps (UL)  | LPDDR4x 1600MHz | Q2 2019 | Motorola One Vision/Action                                              |
| Exynos 9 (9110)                               | 10nm FinFET          | Dual                     | Cortex®-A53 1.15GHz Dual      | –                                                                                    | Mali™-T720 MP1 667MHz   | LTE                                                  | ?               | Q3 2018 | Galaxy Watch / Watch Active                                             |
| Exynos 9 (8895)                               | 10nm FinFET          | Octa Big-Little 4+4      | Custom CPU (M2) 2.3GHz Quad   | Cortex®-A53 1.7GHz Quad                                                              | Mali™-G71 MP20 546 MHz  | LTE Cat.16 5CA 1Gbps (DL) Cat.13 2CA 150Mbps (UL)    | LPDDR4x 1866MHz | Q2 2017 | Galaxy Note8 / S8 / S8+                                                 |
| Exynos 8 (8890)                               | 14nm FinFET          | Octa Big-Little 4+4      | Custom CPU (M1) 2.3GHz Quad   | Cortex®-A53 1.6GHz Quad                                                              | Mali™-T880 MP12 650 MHz | LTE Cat.12 3CA (DL) 600Mbps Cat.13 2CA 150Mbps (UL)  | LPDDR4 1866MHz  | Q1 2016 | Galaxy Note7 / S7 Edge / S7 / Meizu Pro 6 Plus (128 GB)                 |
| Exynos 8 (8890)                               | 14nm FinFET          | Octa Big-Little 4+4      | Custom CPU (M1) 2,0 GHz Quad  | Cortex®-A53 1.5GHz Quad                                                              | Mali™-T880 MP10 650MHz  | LTE Cat.12 3CA (DL) 600Mbps Cat.13 2CA 150Mbps (UL)  | LPDDR4 1866MHz  | Q1 2016 | Meizu Pro 6 Plus (64 GB)                                                |
| Exynos (880)                                  | 8nm FinFET           | Octa Big-Little 2+6      | Cortex®-A77 2.0GHz Dual       | Cortex®-A55 1.8GHz Hexa                                                              | Mali™-G76 MP5           | LTE Cat.16 5CA 1Gbps (DL) Cat.18 2CA 200Mbps (UL)    | LPDDR4x         | Q2 2020 | Vivo Y51s / Y70s                                                        |
| Exynos (850)                                  | 8nm FinFET           | Octa                     | Cortex®-A55 2.0GHz Octa       | –                                                                                    | Mali™-G52 MP1           | LTE Cat.7 2CA 300Mbps (DL) Cat.13 2CA 150Mbps (UL)   | LPDDR4x         | Q2 2020 | Galaxy A21s / M12 / F12 / Xcover 5 / A12 Nacho                          |
| Exynos 7 (7904)                               | 14nm FinFET          | Octa Big-Little 2+6      | Cortex®-A73 1,8 GHz Dual      | Cortex®-A53 1.6GHz Hexa                                                              | Mali™-G71 MP2           | LTE Cat.12 3CA 600Mbps (DL) Cat.13 2CA 150Mbps (UL)  | LPDDR4          | Q1 2019 | Galaxy A30 / A40 / M20 / M30 / Tab A 10.1 (2019) / Tab A 8.4 (2020)     |
| Exynos 7 (7885)                               | 14nm FinFET          | Octa Big-Little 2+6      | Cortex®-A73 2.2GHz Dual       | Cortex®-A53 1.6GHz Hexa                                                              | Mali™-G71 MP2           | LTE Cat.12 3CA 600Mbps (DL) Cat.13 2CA 150Mbps (UL)  | LPDDR4 1866MHz  | Q1 2018 | Galaxy A7 / A8 / A8+ (2018)                                             |
| Exynos 7 (7884A)                              | 14nm FinFET          | Octa Big-Little 2+6      | Cortex®-A73 1.35GHz Dual      | Cortex®-A53 1.35GHz Hexa                                                             | Mali™-G71 MP2           | LTE Cat.4 2CA 150Mbps (DL) 2CA 50Mbps (UL)           | LPDDR3          | Q3 2018 | Galaxy J3 (2018)                                                        |
| Exynos 7 (7884)                               | 14nm FinFET          | Octa Big-Little 2+6      | Cortex®-A73 1.6GHz Dual       | Cortex®-A53 1.35GHz Hexa                                                             | Mali™-G71 MP2           | LTE Cat.12 3CA 600Mbps (DL) Cat.13 2CA 150Mbps (UL)  | LPDDR4          | Q2 2018 | Galaxy A10 / A10e / A20 / A20e / J7 (2018) / M10s / Jean2               |
| Exynos 7 (7880)                               | 14nm FinFET          | Octa                     | Cortex®-A53 1.9GHz Octa       | –                                                                                    | Mali™-T830 MP3          | LTE Cat.7 3CA 300Mbps (DL) 2CA 100Mbps (UL)          | LPDDR4 1600MHz  | Q1 2017 | Galaxy A7 / A5 (2017)                                                   |
| Exynos 7 (7872)                               | 14nm FinFET          | Hexa Big-Little 2+4      | Cortex®-A73 2.0GHz Dual       | Cortex®-A53 1.6GHz Quad                                                              | Mali™-G71 MP1           | LTE Cat.7 2CA 300Mbps (DL) Cat.13 2CA 150Mbps (UL)   | LPDDR3 933MHz   | Q1 2018 | Meizu M6s                                                               |
| Exynos 7 (7870)                               | 14nm FinFET          | Octa                     | Cortex®-A53 1.6GHz Octa       | –                                                                                    | Mali™-T830 MP1          | LTE Cat.6 2CA 300Mbps (DL) 50Mbps (UL)               | LPDDR3 933MHz   | Q1 2016 | Galaxy J7 (2016–2018) / J5 / A3 (2017) / J6 / A6 (2018) / M10 / A2 Core |
| Exynos 7 (7580)                               | 28nm HKMG            | Octa                     | Cortex®-A53 1.6GHz Octa       | –                                                                                    | Mali™-T720 MP2          | LTE Cat.6 2CA 300Mbps (DL) 50Mbps (UL)               | LPDDR3 800MHz   | Q2 2015 | Galaxy A7 / A5 (2016) / J7 (2015) / View / S5 Neo                       |
| Exynos 7 (7578)                               | 28nm HKMG            | Quad                     | Cortex®-A53 1.5GHz Quad       | –                                                                                    | Mali™-T720 MP2          | LTE Cat.4 2CA 150Mbps (DL) 50Mbps (UL)               | LPDDR3          | Q2 2015 | Galaxy A3 (2016)                                                        |
| Exynos 7 (7570)                               | 14nm FinFET          | Quad                     | Cortex®-A53 1.4GHz Quad       | –                                                                                    | Mali™-T720 MP1          | LTE Cat.4 2CA 150Mbps (DL) 50Mbps (UL)               | LPDDR3 667MHz   | Q3 2016 | Galaxy J2 Core / J3 / J4 / Xcover 4                                     |
| Exynos 7 (7420)                               | 14nm FinFET          | Octa Big-Little 4+4      | Cortex®-A57 2.1GHz Quad       | Cortex®-A53 1.5GHz Quad                                                              | Mali™-T760 MP8 772 MHz  | –                                                    | LPDDR4 1600MHz  | Q2 2015 | Galaxy A8 (2016) / Note5 / S6 edge+ / S6 / Meizu Pro 5                  |
| Exynos 7 (7270)                               | 14nm FinFET          | Dual                     | Cortex®-A53 1.0GHz Dual       | –                                                                                    | Mali™-T720 MP1          | LTE Cat.4 2CA 150Mbps (DL) 50Mbps (UL)               | LPDDR3 667MHz   | Q3 2016 | Galaxy Sport / Gear S3                                                  |
| Exynos 7 (5433)                               | 20nm HKMG            | Octa Big-Little 4+4      | Cortex®-A57 1.9GHz Quad       | Cortex®-A53 1.3GHz Quad                                                              | Mali™-T760 MP6 700 MHz  | –                                                    | LPDDR3e 1066MHz | Q4 2014 | Galaxy A8 (2015) / Note Edge / Note 4 / Tab S2                          |
| Exynos 5 (5430)                               | 20nm HKMG            | Octa Big-Little 4+4      | Cortex®-A15 1.8GHz Quad       | Cortex®-A7 1.4GHz Quad                                                               | Mali™-T628 MP6          | –                                                    | LPDDR3e 1066MHz | Q3 2014 | Galaxy Alpha / A7 / A8 (2015) / Meizu MX4 Pro                           |
| Exynos 5 (5422)                               | 28nm HKMG            | Octa Big-Little 4+4      | Cortex®-A15 2.1GHz Quad       | Cortex®-A7 1.4 GHz Quad                                                              | Mali™-T628 MP6          | –                                                    | LPDDR3e 933MHz  | Q2 2014 | Galaxy S5                                                               |
| Exynos 5 (5420)                               | 28nm HKMG            | Octa Big-Little 4+4      | Cortex®-A15 1.9GHz Quad       | Cortex®-A7 1.3GHz Quad                                                               | Mali™-T628 MP6          | –                                                    | LPDDR3e 933MHz  | Q3 2013 | Galaxy Note 3 / Tab S10.5 / Tab S8.4 / NotePRO / Note 10.1 (2014)       |
| Exynos 5 (5410)                               | 28nm HKMG            | Octa Big-Little 4+4      | Cortex®-A15 1.6GHz Quad       | Cortex®-A7 1.2GHz Quad                                                               | PowerVR SGX544 MP3      | –                                                    | LPDDR3 800MHz   | Q2 2013 | Galaxy S4, Meizu MX3                                                    |
| Exynos 5 (5260)                               | 28nm HKMG            | Octa Big-Little 2+4      | Cortex®-A15 1.7 GHz Dual      | Cortex®-A7 1.3 Ghz Quad                                                              | Mali™-T628 MP3          | –                                                    | LPDDR3 800MHz   | Q2 2014 | Galaxy Note 3 Neo, Galaxy K Zoom                                        |
| Exynos 5 (5250)                               | 32nm HKMG            | Dual                     | Cortex®-A15 1.7 GHz Dual      | –                                                                                    | Mali™-T604 MP4          | –                                                    | LPDDR3 800MHz   | Q3 2012 | Google Nexus 10, Samsung Chromebook                                     |
| Exynos 4 (4415)                               | 28nm HKMG            | Quad                     | Cortex®-A9 1.5 GHz Quad       | –                                                                                    | Mali™-400 MP4           | –                                                    | LPDDR2 400MHz   | 2014    | Galaxy Mega 2                                                           |
| Exynos 4 (4412)                               | 32nm HKMG            | Quad                     | Cortex®-A9 1.4/1.6 GHz Quad   | –                                                                                    | Mali™-400 MP4           | –                                                    | LPDDR2 400MHz   | 2012    | Galaxy Note2, Galaxy S3, Galaxy Note 8.0, Galaxy Note 10.1 (2012)       |
| Exynos 4 (4212)                               | 32nm HKMG            | Dual                     | Cortex®-A9 1.5 GHz Dual       | –                                                                                    | Mali™-400 MP4           | –                                                    | LPDDR2 400MHz   | 2011    | Galaxy Tab 3                                                            |
| Exynos 4 (4210)                               | 45nm HKMG            | Dual                     | Cortex®-A9 1.2–1.4 GHz Dual   | –                                                                                    | Mali™-400 MP4           | –                                                    | LPDDR2 400MHz   | 2011    | Galaxy Note, Galaxy S2, Galaxy Tab 7.7, Galaxy Tab 7 Plus               |
| Exynos 3 (3475)                               | 28nm HKMG            | Quad                     | Cortex®-A7 1.3GHz Quad        | –                                                                                    | Mali™-T720 MP1          | –                                                    | LPDDR3          | 2015    | Galaxy J1 (2016), J2 (2015/2017), J3 (2016), On5, On5 Pro (2016)        |
| Exynos 3 (3470)                               | 28nm HKMG            | Quad                     | Cortex®-A7 1.4GHz Quad        | –                                                                                    | Mali™-400 MP4           | –                                                    | LPDDR3 400MHz   | 2014    | Galaxy Light, Galaxy Win, Galaxy S5 mini                                |
| Exynos 3 (3250)                               | 28nm HKMG            | Dual                     | Cortex®-A7 1.0 GHz Dual       | –                                                                                    | Mali™-400 MP2           | –                                                    | ?               | 2014    | Galaxy Gear 2, Gear 2 Neo, Gear S2 Bluetooth                            |
| Exynos 3 (3110) (ehemals Hummingbird S5PC110) | 45nm HKMG            | Single                   | Cortex®-A8 1.0 GHz Single     | –                                                                                    | PowerVR SGX540          | –                                                    | LPDDR2 200MHz   | 2010    | Galaxy S4G, Google Nexus S, M190 Galaxy S, Samsung Continuum 1400       |

## Kritik
Es wurde in den letzten Jahren kritisiert, dass die Exynos-Prozessoren stromhungriger, langsamer und wärmer seien als konkurrierende Produkte. Bei einem Vergleich des Snapdragon 865 und des Exynos 990 stellte sich heraus, dass letzterer unter Höchstlast um bis zu 5 Grad wärmer wird. Dies führt auch dazu, dass er seine Maximaltaktrate nicht so lange halten kann wie der Snapdragon.
Samsung entgegnete der Kritik, dass sie keine Leistungsunterschiede hätten feststellen können.

## Ähnliche Plattformen
- A4, A5 und Apple A6 von Apple
- Atom von Intel (ein x86-Prozessor mit Grafikprozessor, kein ARM)
- Fusion von AMD (ein x86-Prozessor mit Grafikprozessor, kein ARM)
- i.MX von NXP
- MediaTek Smartphone-Chips
- Nomadik von ST-Ericsson (Joint-Venture von STMicroelectronics und Ericsson)
- OMAP von Texas Instruments
- PXA von Marvell (ehemals Intel XScale)
- SH-Mobile von Renesas (eigene RISC-Prozessor-Plattform, kein ARM)
- Snapdragon von Qualcomm
- Tegra von Nvidia
- Google Tensor von Google (ARM-basierte Reihe von SoCs, baut auf Exynos auf)